# Barbacenia itabirensis
Barbacenia itabirensis är en enhjärtbladig växtart som beskrevs av Goethart och Johannes Jan Theodoor Henrard. Barbacenia itabirensis ingår i släktet Barbacenia och familjen Velloziaceae. Inga underarter finns listade.